# Poste de police de Highland Park
Highland Park Police Station, en français : Poste de police de Highland Park, également appelé Old Number  11, situé sur le York Boulevard, dans le quartier de Highland Park, à Los Angeles, aux États-Unis, est le plus ancien poste de police de la ville encore en activité. Fermé en 1983, le commissariat est dorénavant exploité sous le nom de Musée de la police de Los Angeles (en anglais : Los Angeles Police Museum). Il a été désigné comme monument culturel historique et inscrit au registre national des lieux historiques.

### Source de la traduction
- (en) Cet article est partiellement ou en totalité issu de l’article de Wikipédia en anglais intitulé « Highland Park Police Station » (voir la liste des auteurs).